# ウィリアム・ウィリアムソン
ウィリアム・ウィリアムソン (英語: William Williamson, 1875年10月7日 - 1972年7月15日)は、アメリカ合衆国の政治家、弁護士。所属政党は共和党。ノルウェー系アメリカ人2世。サウスダコタ州の弁護士として、郡検事や巡回裁判所判事を歴任したほか、政治家としてアメリカ合衆国下院議員を6期務めた。

## 経歴・人物
1875年10月7日、ウィリアム・ウィリアムソンは、アイオワ州マハスカ郡ニュー・シャロン近郊で生まれた。父ヴィラム・ヴィラムソン・ハレランドと母マレン・インゲブレッツダッター・エルランドは、ともにノルウェー王国ハウゲスン市出身で、1872年にアメリカに渡ってきたノルウェー系アメリカ人1世で、1882年、ウィリアムソンは両親と共にサウスダコタ州オーロラ郡プランキントンに移住した。ドイツ系アメリカ人であるクララ・ヴィクトリア・ダイスと結婚した。
1903年、サウスダコタ大学バーミリオン校を卒業し、1905年には同大ロースクールを卒業した。卒業証書免除で弁護士資格を得たため、司法試験を受けなかった。同年、サウスダコタ州ライマン郡オアコマで弁護士活動を開始した。
ライマン郡検事、第11司法地区裁判所巡回判事を歴任した後、1921年3月から1933年3月まで、連邦下院議員に選出された。1912年には共和党全国大会の代表を務め、第68・69議会では内務省支出委員会委員長、第70・71議会では行政府支出委員会委員長を務めた。
下院議員引退後は、ピッドシティで弁護士としての活動を再開し、サウスダコタ州の司法長官特別補佐官や州公益事業委員会の顧問弁護士を担当したほか、サウスダコタ州保険局にも務めた。
1972年7月15日、サウスダコタ州カスターで死去。サウス・ダコタ州ラピッド・シティのパイン・ローン墓地に埋葬されている。